# نيكول تنوري
نيكول تنوري (15 أبريل  1969 -) إعلامية لبنانية
لقبت بالإبنة المدللة لإم بي سي

## حياتها
ولدت بالقرب من مدينة زحلة،درست مادة الإعلام في الجامعة اللبنانية

## مشوارها المهني
نشبت  الحرب الأهلية اللبنانية قبل تخرجها بعامين التحقت بالإذاعة اللبنانية كصحافية ومراسلة، وكنت تذهب إلى دار الإذاعة تحت القصف، كانت تنزل لميادين المعارك، وتلتحق بقوات الجيش اللبناني وعملياته، ثم غطت القصر الجمهوري، وذلك ما بين عامي 1989  و1991
سافرت إلى  المملكة المتحدة للعمل قناة إم بي سي في  لندن عام 1992 وذلك كمراسلة فيها وقامت بتغطية الحرب البوسنية بعد معارك بيروت وتقديم نشرة الأخبار فيها تعتبر أول مذيعة للمحطة تظهر على الشاشة، قدمت برنامجا بعنوان «حكايتي» مؤلف من مقابلات مع شخصيات معروفة منها الأمير حسن بن طلال، وشخصية علي عبد الله صالح وبرنامج شواهد ويتحدث عن الطاقة والقوى والخارقة

إنتقلت بعدها للإمارات بعد نقل مكتب البث إلى مدينة دبي للإعلام كمقدمة برامج سياسية منوعة أضافة إلى عملها مقدمة نشرة الأخبار وبرنامج صباح الخير ياعرب، قدمت برنامج «نهاية الأسبوع» في قناة العربية وبرنامج عصير انتخابي

## البرامج التي قدمتها
| البرنامج          | عرض على  | العام     |
| ----------------- | -------- | --------- |
| نشرة الأخبار      | إم بي سي | 1992-2010 |
| الطبخ مع النجوم   | إم بي سي | 2006      |
| حكايتي            | إم بي سي | 2007      |
| شواهد             | إم بي سي | 2011      |
| صباح الخير يا عرب | إم بي سي | 2011-2012 |
| عصير إنتخابي      | إم بي سي | 2015      |
| نهاية الأسبوع     | إم بي سي | 2013-2016 |